# بنی ربل
بنی ربل (به آلمانی: Benny Rebel) با نام اصلی بهمن وفائی‌نژاد (زادهٔ ۱۳ اوت ۱۹۶۸ در اراک) عکاس حرفه‌ای ایرانی مقیم آلمان است که برای عکس‌برداری بسیار نزدیک از حیات وحش آفریقا معروف شده‌است.
او در ۱۹۸۷ به هانوفر آلمان سفر کرد. علاقهٔ او به حفاظت از حیات وحش منجر به همکاری او با گروه صلح سبز شد.
او سفرهای زیادی به کشورهای مختلف داشته‌است و در آن‌ها به فعالیت عکاسی پرداخته است، از جمله آفریقای جنوبی، نامیبیا، زیمبابوه، زامبیا، رواندا، کنیا و اوگاندا، و نیز ایران، ترکیه، هند، سری‌لانکا، مکزیک، کاستاریکا، جزایر گالاپاگوس، اکوادور، جمهوری دومینیکن، ایالات متحده آمریکا و برخی کشورهای اروپایی.
بنی ربل در سال‌های ۲۰۰۲ و ۲۰۰۳ در مسابقات بزرگ عکاسی Trierenberg Super Circuit اتریش برندهٔ دو مدال طلای «بهترین عکاس» در ردهٔ «طبیعت» شده‌است.

## آثار

### نمایشگاه‌ها
- Zu schön um zu sterben (۲۰۰۰)، در هانوفر؛ اولین نمایشگاه وی که شامل تصاویری از حیات وحش در معرض تهدید در آفریقای جنوبی.
- Bedrohte afrikanische Schönheiten ‏[زیبایی‌های در معرض خطر آفریقا] (۲۰۰۳)، در Galerie im Keller در هانوفر

### برنامه‌های تلویزیونی
او تاکنون در برنامه‌های تلویزیونی بسیاری از شبکه‌های مختلف ظاهر شده‌است، از جمله شبکه دو و شبکه آفتاب صدا و سیمای ایران و نیز شبکه‌های آلمانی NDR, ARD, آرته, BR, MDR, RBB, RTL, Sat.1, SWR, WDR, و زد د اف.

### مستندها
- In Search of the King Cheetah [در جستجوی شاه چیتا] (۲۰۰۶): یک مستند ۶۰ دقیقه‌ای تولید شده توسط شبکهٔ NDR دربارهٔ یکی از سفرهای ماجراجویانهٔ بنی ربل به آفریقای جنوبی.
- Wild Iran [حیات وحش ایران] (۲۰۰۷): بنی رِبِل در سال ۲۰۰۶ به میهنش ایران سفر کرد تا از حیات وحش ایران عکس‌برداری کند و این مستند را نیز تهیه کرد.
- در سال ۲۰۰۷، بنی ربل مستندی دربارهٔ انقراض ببر بنگال در هند ساخت.
- در ۲۰۱۲، شبکه‌های زد د اف و آرته دو مستند ۴۵ دقیقه‌ای دربارهٔ بنی ربل در ایران تهیه کردند که با همکاری این شبکه‌ها بود:WDR, BR, ORF و ARD.

### کتاب‌ها
- Ungezähmt [اهلی‌نشده] (2006), Munich: Herbig, شابک ‎۳۷۷۶۶۲۴۸۴۱: کتابی از عکس‌های او در آفریقا و جزایر گالاپاگوس; مقدمهٔ کتاب را Heinz Sielmann نوشته است.
- Die Tiere Afrikas in 3-D [حیات وحش آفریقا به صورت سه‌بعدی] (2007), Terra Magica, شابک ‎۳۷۲۴۳۱۰۰۱۳: تصاویر منتخبی از حیوانات آفریقا که با فناوری عکس‌برداری سه‌بعدی تهیه شده‌اند.
- Mein Abenteuer Wildnis: Erlebnisse eines Tierfotografen [ماجراجویی‌های من در حیات وحش: تجربیات یک عکس‌بردار حیات وحش] (2010), Terra Magica, شابک ‎۳۷۲۴۳۱۰۲۷۷، در ۲۴۰ صفحه
- Bild-Design [طراحی عکس] (2010), شابک ‎۹۷۸۳۰۰۰۳۳۰۴۲۱: کتابی از توصیه‌ها و ترفندهای عکاسی در ۸۰ صفحه و ۱۴۵ عکس.ک

## جوایز
- 2002 Trierenberg Super Circuit، اتریش، مدال طلا در ردهٔ «طبیعت».[۳]
- 2003 Trierenberg Super Circuit، اتریش، مدال طلا در ردهٔ «طبیعت».[۴]